# 多摩豊
多摩 豊（たま ゆたか、1962年1月27日 - 1997年12月18日）は、日本の編集者、・ゲームデザイナー・ゲーム評論家・翻訳家。

## 生涯
東京都出身。1984年慶應義塾大学法学部卒業。
門倉直人とともにゲームサークル「慶應HQ（Keio Head Quarter Simulation Game Club）」に所属した。1986年には安田均と共に日本初のテーブルトークRPG月刊情報誌「ウォーロック THE FIGHTING FANTASY MAGAZINE」を創刊。編集長の職を1989年11月Vol.35まで務めた。
多摩は東急エージェンシーに勤めていたことから安田は多摩の編集長就任は難しいもの考えていたが、多摩は後述する病を理由に「ぼくはいつまで生きられるか分からない。だから好きなことやります」と応諾した。
その後フリーのゲームデザイナー、評論家として活動し、パソコン通信ニフティサーブのSFフォーラムを管理する初代シスオペでもあった。
20歳の頃から膠原病を罹い闘病生活を続けながらの執筆活動であったが1997年12月18日に死去。享年35。

## 主な著作

### 評論
- 「コンピュータゲームデザイン教本」 1990/4 ビジネス・アスキー（Login books） ISBN 4893660705
- 「バランス・オブ・ザ・プラネットとシムアース―地球環境問題に挑むコンピュータゲーム 」 1991/9 サイエンス社 ISBN 4-7819-0625-7
- 「プレイメーカー・フットボール・ザ・ブック」 1992/11 アスキー出版局 ISBN 4756106625
- 「SLG解体新書」 1993/9 光栄出版 ISBN 4877190228
- 「テレビゲームの神々―RPGを創った男たちの理想と夢」 1994/9 光栄出版 ISBN 4877191461
- 「次世代RPGはこーなる！」 1995/8 電撃ゲーム文庫 ISBN 4-07-303456-1

### 小説
- 「トレボーと黄金の剣―ウィザードリィ正伝」 1994/6 ログアウト文庫 ISBN 4893661744

### ゲームブック
- 「ラルハスの戦い―グイン・サーガ」 原作：栗本薫 1986/12 ハヤカワ文庫GB ISBN 4-15-090001-9
- 「惑星カリブの罠―高飛びレイク」 原作：火浦功 1987/1 ハヤカワ文庫GB ISBN 4150900027
- 「手軽にできる絶体絶命―みのりちゃんシリーズ」 原作：火浦功 1987/10 ハヤカワ文庫GB ISBN 4150900051

### 翻訳
- 「ロールプレイングゲームの達人」著者：ゲイリー・ガイギャックス (Gary Gygax)  1989/10 社会思想社現代教養文庫 ISBN 4-390-11312-7
- 「実践 ゲームマスターの達人」著者：ゲイリー・ガイギャックス 1990/7 社会思想社現代教養文庫 ISBN 4-390-11354-2
- 「甦る妖術使い」 (Crypt of the Sorcerer) 著者：イアン・リビングストン (Ian Livingstone)  1988/7 社会思想社現代教養文庫 ISBN 4-390-11226-0
- 「真夜中の盗賊」 (Midnight Rogue) 著者：グリム・デイヴィス (Graeme Davis) 1989/4 社会思想社現代教養文庫 ISBN 4-390-11229-5
- 「バランス・オブ・パワー デザイナーズ・ノート」 著者：クリス・クロフォード (Chris Crawford)  1989/5 ビジネス・アスキー ISBN 4-89366-240-6
- 「ウィル・ライトが明かすシムシティーのすべて」 著者：ウィル・ライト (Will Wright)  1990/12 角川書店 ISBN 4047140058
- 「ウィザードリィ Crusaders of the Dark Savant公式ガイドブック〈迷宮攻略編〉」 著：サーテックソフトウェア (Sir Tech Software)  1994/2 アスペクト ISBN 4893661604

### 雑誌掲載の記事など
- 「TOKYO DUNGEON 暗黒のビジョン」 作者：デビット・L・アーソン 原案：ロー・R・アダムズIII世 （マル勝PCエンジン 1992年5月号～1992年12月号に掲載）翻訳。未完状態
- 「ウィザードリィ開発秘話 絶望のダンジョンを越えて」（雑誌ログアウト・ノベルスペシャル 1993年1月12日発行に掲載）
- 「言葉の壁を越えて」（月刊ログアウト 1995年1月号掲載）ウィザードリィ日本語移植に関する秘話

### テーブルトークRPG
- 「クラッシャージョウ」 原作：高千穂遥 1983年発売 ツクダホビー 同名作品のゲーム化
- 「エンタープライズ」 1983年発売 ツクダホビー 『スタートレック 』のゲーム化
- 「グイン・ワールド」 原作：栗本薫 1984年発売 ツクダホビー 『グイン・サーガ』のゲーム化で、『ローズ・トゥ・ロード』を基本ルールとしたもの

### パソコンゲーム
- 「ドーム」 PC-8801用アドベンチャーゲーム　原作：夏樹静子 シナリオ：多摩豊 1988年発売 システムサコム
- 「ソフトでハードな物語」 PC-9801 / X68000用アドベンチャーゲーム　シナリオ：多摩豊 1988年発売 システムサコム
- 「ソフトでハードな物語2」 PC-9801 / X68000用アドベンチャーゲーム　シナリオ：多摩豊 1989年発売 システムサコム
- 「38万キロの虚空」 PC-9801 / X68000 / FM-TOWNS用アドベンチャーゲーム　シナリオ：多摩豊 1989年発売 システムサコム

### カードゲーム
- 「ザ・プロレス」 1983年頃発売 ツクダホビー プロレスを題材にしたカードゲーム